# Journal of the Korean Chemical Society
Journal of the Korean Chemical Society (abrégé en J. Korean Chem. Soc.) est une revue scientifique à comité de lecture qui publie des articles en libre accès de recherche dans tous les domaines de la chimie.
L'actuel directeur de publication est Myung Ho Hyun (Université nationale de Pusan, Corée du Sud).